# 橘色戰爭計畫
橘色戰爭計畫（英語：War Plan Orange，或直接簡稱「橘色計畫」）是指美軍参谋长联席会议所制定於戰間期與日本國開戰時的戰爭計畫，該計畫於1911年由雷蒙德·P·羅傑斯海軍少將所制定，於1924年由陸海軍聯合委員會所通過，不同於支援盟軍的彩虹戰爭計畫，橘色計畫是以美國單獨對抗日本為前提所設計的，按照其最初的構想，美國在西太平洋前哨基地（如菲律賓、關島）將會被日軍攻陷，美軍將直接放棄該地，而太平洋艦隊將會退到美國西岸的加州基地強化其實力，並防範巴拿馬運河被攻擊。
動員後（和平時期各船艦兵力僅一半），將艦隊駛向西太平洋，收復關島與菲律賓，再北上與日本帝國海軍聯合艦隊展開決戰，然後封鎖日本本土。這是標準的阿尔弗雷德·赛耶·马汉海權思想理論，也是二戰前大部分海軍所使用的守則，其戰爭的結果決定於水面艦隊的交鋒。羅傑斯的理論到後來戰爭爆發後演變成跳島戰術，越過日軍防禦嚴密的島嶼，解放菲律賓後封鎖日本，但不同的是沒有馬漢的決戰構想，日本作戰計畫也與預料中的不同。計畫者並未預料到，潛艇和海軍航空兵的發展已使得馬漢的學說過時，特別是他們不了解飛機可擊沉戰艦的能力，而導致艦隊被消滅於珍珠港。美國在珍珠港事件後改變了作戰計畫，中途島海戰後，美國採取跳島戰術井然有序地前進，將艦隊保持在陸基飛機的掩護範圍內，同時也結合潛艇兵力強而有力的破交戰。